# The Exciters

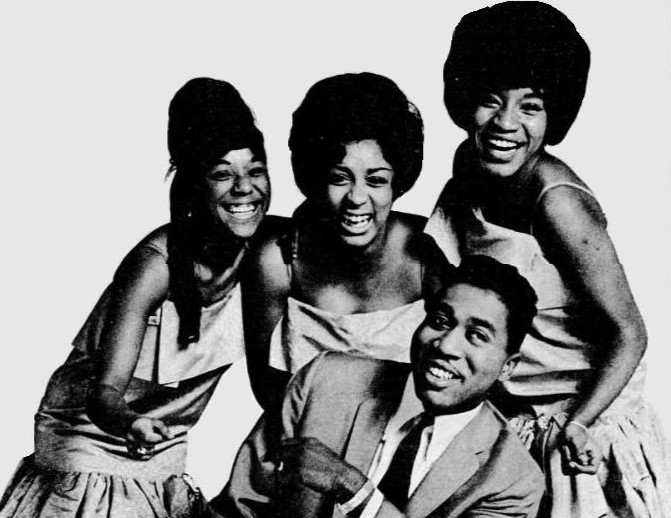
The Exciters

The Exciters was een Amerikaanse popgroep uit New York rond leadzangeres Brenda Reid. Ze zijn vooral bekend van de hit Tell him.

## Biografie
In 1961 richtten vier zeventienjarige klasgenotes uit Jamaica (een buurt in het New Yorkse stadsdeel Queens) de R&B-groep The Masterettes op. Het viertal bestond uit Carol Johnson, Lilian Walker, Sylvia Wilbur en leadzangeres Brenda Reid. De groep was de vrouwelijke versie van The Masters, een destijds populair doo wopgroepje in Queens met wie ze ook samen optraden. Toen The Masters een singletje mochten opnemen, schonken ze ook wat opnametijd aan The Masterettes. Dat resulteerde in de The Masterettes' eerste en enige single Follow the leader. Vlak daarna werd Sylvia Wilbur vervangen door Penny Carter.
The Masterettes deden in 1962 auditie bij Jerry Leiber en Mike Stoller, twee van de meest invloedrijke Amerikaanse liedjesschrijvers en producers uit die periode. Leiber en Stoller waren enthousiast en boden hen een contract aan bij United Artists. Penny Carter, die nog maar net bij de groep was, verliet daarna al gauw de groep en werd vervangen door Herb Rooney, die uit The Masters kwam. Vanwege de aanwezigheid van een man in de groep, werd de naam veranderd in The Exciters. Leiber en Stoller produceerden voor hen het nummer Tell him, geschreven door Bert Berns, dat vrijwel direct een grote landelijke hit werd. In de Billboard Hot 100 kwam het nummer begin 1963 tot de vierde plaats. In Nederland is Tell him het enige hitparadesucces van de groep en haalt de zeventiende plaats in de hitparade van Muziek Expres. Het nummer kwam hier ook uit in versies van de Britse zangeressen Billie Davis en Alma Cogan.
The Exciters konden het succes van hun debuutsingle niet meer overtreffen en alle opvolgers bleven in de onderste helft van de Amerikaanse top 100 hangen. In 1963 waren dat He's got the power en Get him. Hoewel in 1964 het voor hen geschreven Doo-wah-diddy slechts een klein commercieel succes voor ze was, werd het nummer datzelfde jaar gecoverd door de Britse groep Manfred Mann, die er een nummer 1-hit mee haalde. Het jaar erop maakten The Exciters zelf een cover van Frankie Lymon & the Teenagers' I want you to be my girl, dat ze toepasselijk I want you to be my boy noemden. Het nummer kwam echter niet verder dan één week op de 98e plaats. Het laatste hitje had de groep in 1966 met A little bit of soap, een cover van The Jarmels.
In 1967 trouwden Brenda Reid en Herb Rooney met elkaar. Het was overigens niet het enige huwelijk tussen een ex-Master en ex-Masterette, want ook Sylvia Wilbur en Clayton "Dickie" Williams trouwden met elkaar. Ondanks het afnemend succes bleven The Exciters optreden en singles opnemen. Begin jaren 70 verlieten Carol Johnson en Lilian Walker de groep en werden vervangen door Skip McPhee en Ronnie Pace. In 1978 besloten Reid en Rooney echter als duo door te gaan onder de naam Herb & Brenda. Er werden een paar singletjes opgenomen, maar commercieel succes leverde het hen niet op.
Midden jaren tachtig scheidden Brenda Reid en Herb Rooney van elkaar en begon Rooney een cosmeticabedrijf op Long Island. Reid blies samen met haar kinderen The Exciters nieuw leven in door met haar kinderen Trisha, Mark, Tracy en Jeff op te treden. Mark werd later onder de naam L. A. Reid een succesvol producer. In de jaren negentig is ook Brenda Reid gestopt met optreden.

## Bezetting
De voornaamste leden van The Exciters waren:
- Brenda Reid
- Carol Johnson
- Lilian Walker
- Herb Rooney

## Discografie

### Singles
| Single met hitnotering(en) in oude hitlijsten | Datum van verschijnen | Datum van binnenkomst | Hoogste positie | Aantal maanden | Opmerkingen | Bron                  |
| --------------------------------------------- | --------------------- | --------------------- | --------------- | -------------- | ----------- | --------------------- |
| Tell him                                      |                       | apr 1963              | 17              | 2M             |             | Muziek Express Top 30 |